# Burundi hívójelkörzetei
Burundi jelenleg (2024) nincs felosztva hívójelkörzetekre.
Burundi számára az ITU a 9U hívójelprefixet határozta meg.
| Prefix | Körzet | Hely/jelleg   | ITU zóna | CQ zóna | 1 szintű QTH lokátor |
| ------ | ------ | ------------- | -------- | ------- | -------------------- |
| 9U     | [0..9] | Burundi       | 52       | 36      | KI                   |
| 9U     | 5      | Ruanda-Urundi | 52       | 36      | KI                   |

## Lajstromjel
Vízi és légi járművek lajstromjelezéséhez a 9U prefixet használják.